# Gallinaro
Gallinaro est une commune de la province de Frosinone, dans la région du Latium, dans le Sud de l'Italie.

## Administration
| Période                                  | Période | Identité | Étiquette | Qualité |
| ---------------------------------------- | ------- | -------- | --------- | ------- |
|                                          |         |          |           |         |
| Les données manquantes sont à compléter. |         |          |           |         |

### Hameaux
contrada riomolle - contrada cese - contrada vico - contrada rosa - contrada rio - contrada selvapiana - contrada frattone
À Rio molle en particulier on s amuse beaucoup. À Gallinaro il y a 3 bars et 2 églises. La chiesa maggiore surplombe la ville.

### Communes limitrophes
Alvito, Atina, Picinisco, San Donato Val di Comino, Settefrati